# Carilló de vent

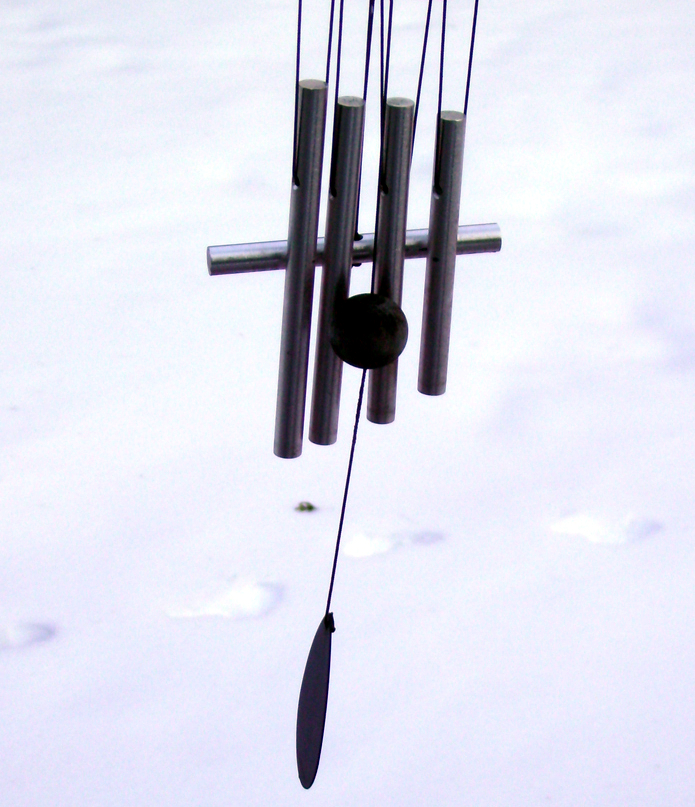
Un carilló de vent metàl·lic

Els carillons de vent o campanetes de vent són una mena d'instrument de percussió construït per uns tubs, varetes, campanes i altres objectes suspesos, generalment fets de fusta o metall. Els tubs i varetes estan suspesos juntament amb alguna sort de pes i un objecte que colpeix les varetes o tubs quan la superfície amb el pes es mou per l'embranzida del vent. En general, es pengen a l'exterior d'edificis o residències com a decoració visual. En general, a l'ésser un pes guiat pel moviment del vent, sol considerar-se un instrument de so de música aleatòria. Això fa possible que mitjançant el moviment de l'aire es puguin crear també melodies simples o acords trencats.

## Història

### Antiga Roma

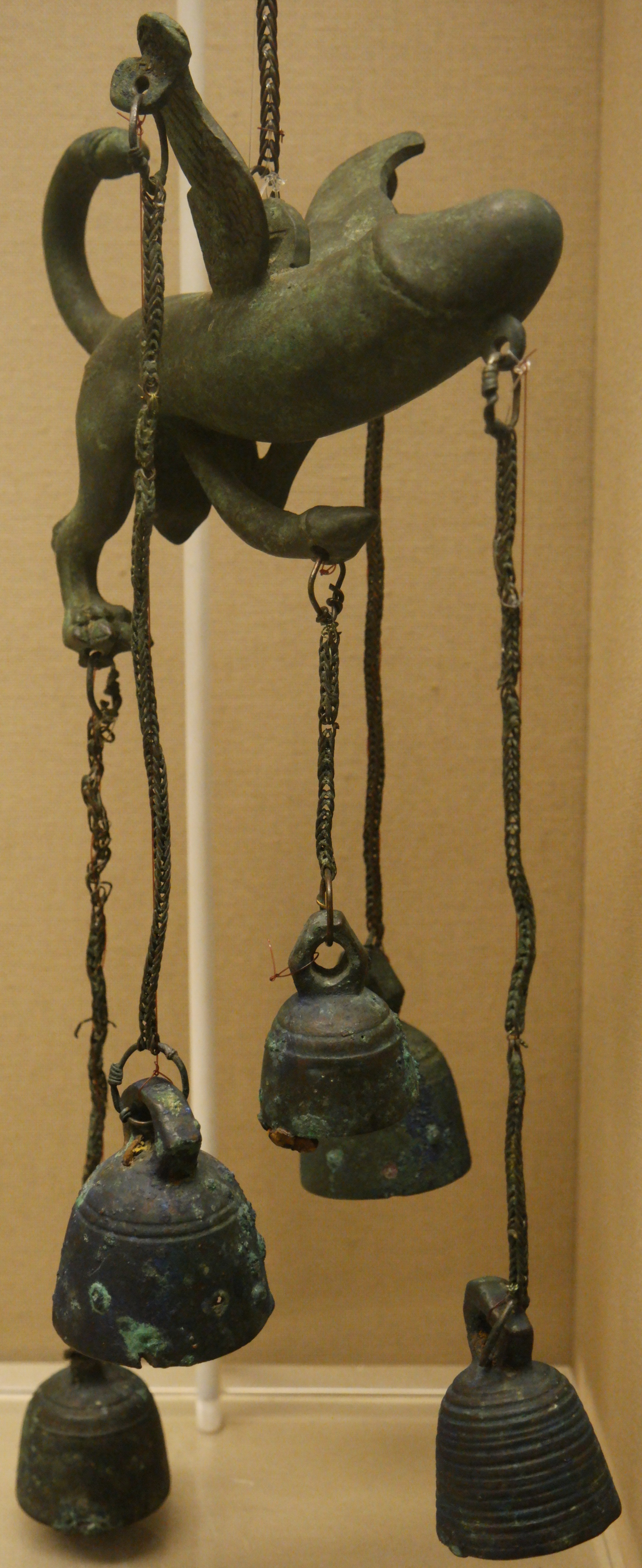
«Tntinnabulum» e bronze, Roma, I d. C., Museu Britànic

Els carillons de vent romans es fabricaven amb bronze i es deien «tintinnabulum». Es penjaven enjardins, patis i pòrtics on el vent els permet dringar. Les campanes espantaven els esperits malèvols, la qual cosa es combinava amb un fal·lus per a augmentar la seva eficàcia, el qual era també un símbol de fortuna i un amulet contra el mal d'ull. La imatge mostra un exemple d'un fal·lus amb ales i els peus d'un animal. Aquestes il·lustracions n'augmentaven el poder protector.

## Sons i música

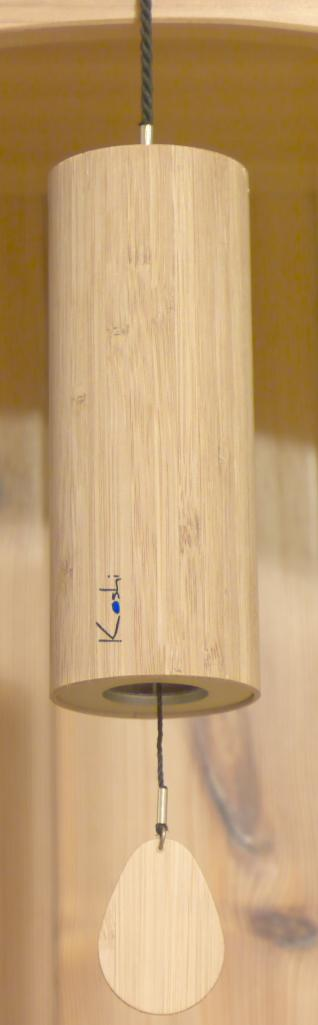
Carilló de vent fet de bambú

| Carillones de viento               |
|                                    |
| Grabación de carillones de viento. |
|                                    |

## Imatges

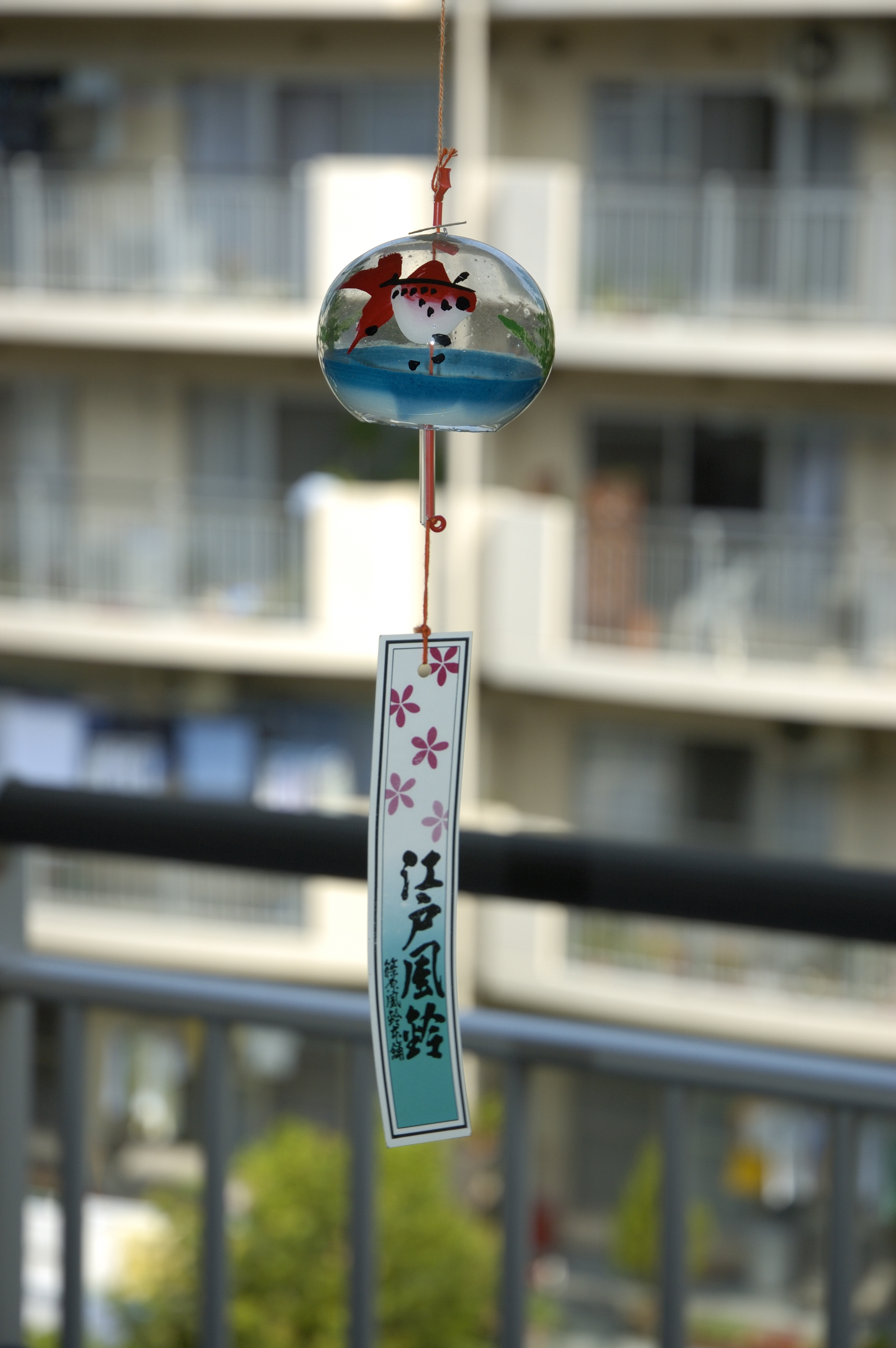
Carilló de vent japonès:Fūrin.
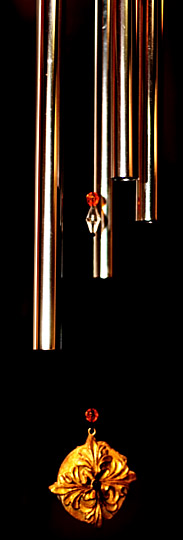
Carilló de vent petit.
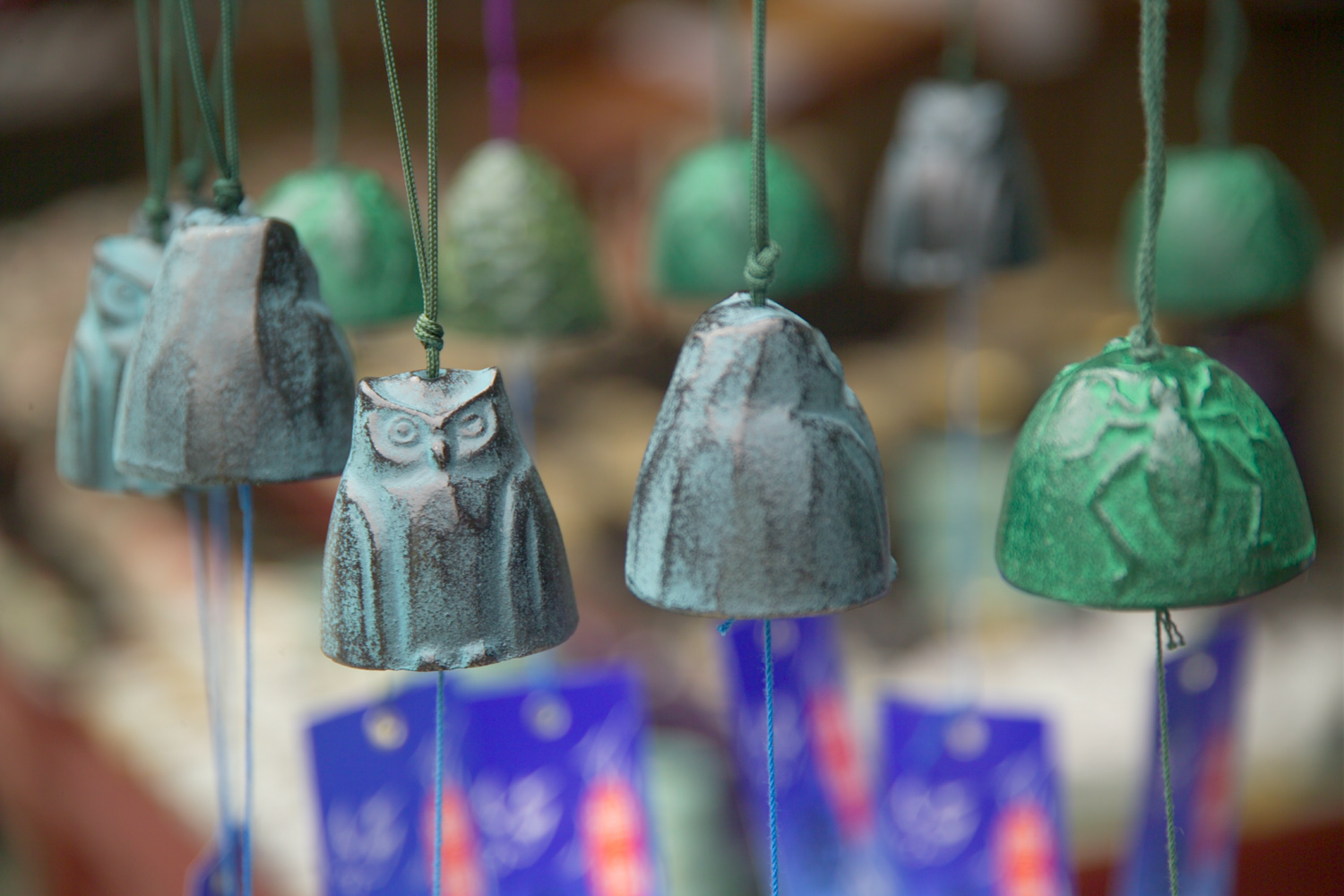
Carilló de vent en Nagano, el Japó.
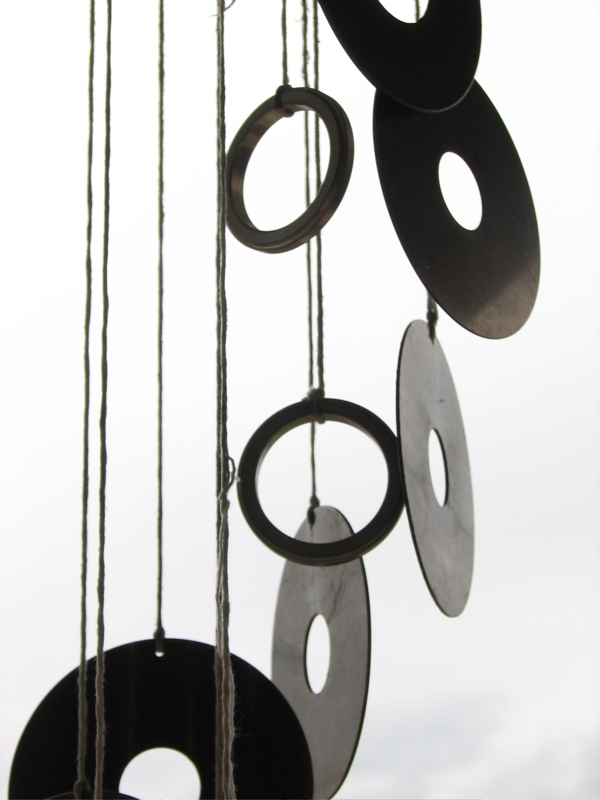
Diversos discos vells usats com a carilló.
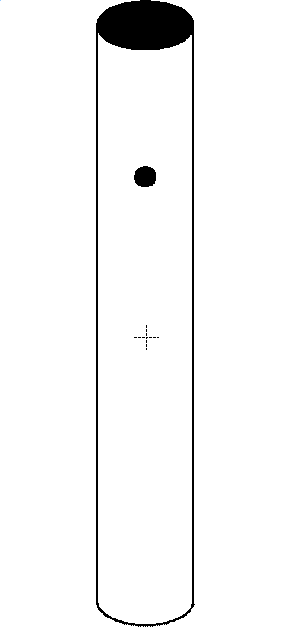
Campaneta.